# Heien
Heien er en adelig slægt, som levede i det 17. århundrede i Holland, og bestyrede flere store godser i det nordlige Holland. Slægten blev næsten udslettet, da et dige brød sammen under en storm, 16 medlemmer af familien blev dræbt.